# ロジャー・アルペリン
ロジャー・チャールズ・アルペリン（英: Roger Charles Alperin、1947年1月8日 – 2019年11月21日
）は、アメリカの数学者。幾何学とトポロジーの関連性を含む群論における功績で知られる。オクラホマ大学、サンノゼ州立大学の教授であった。 

## 経歴
1947年、マサチューセッツ州ケンブリッジに生まれた。シカゴ大学で学士号を、1973年にライス大学でPhDを獲得した。論文の監督者はスティーブン・ジャースティン。ブラウン大学、 ハバフォード大学、セントルイス・ワシントン大学で一時的に働いた後、1978年にオクラホマ大学で終身職を得た。  最終的にオクラホマ大学で正教授に昇格したが、1987年にカリフォルニアに移るため職を辞した。カリフォルニアに越し、サンノゼ州立大学で職を得て、2015年に引退するまで務めた。
2019年、カールスバッドの自宅で没した。

## 研究
アルペリンの1980年代のReal treeに関する作品（部分的にハイマン・バスとケネス・モスが参加）はこれらの対象への興味を刺激し、幾何学的群論における基本的なツールとして確立させることを促進した。他にアルペリンは折り紙の数学的理論の基礎的な作品を執筆した。